# Coelichneumon erebeus
Coelichneumon erebeus là một loài tò vò trong họ Ichneumonidae.